# Udo Jürgens

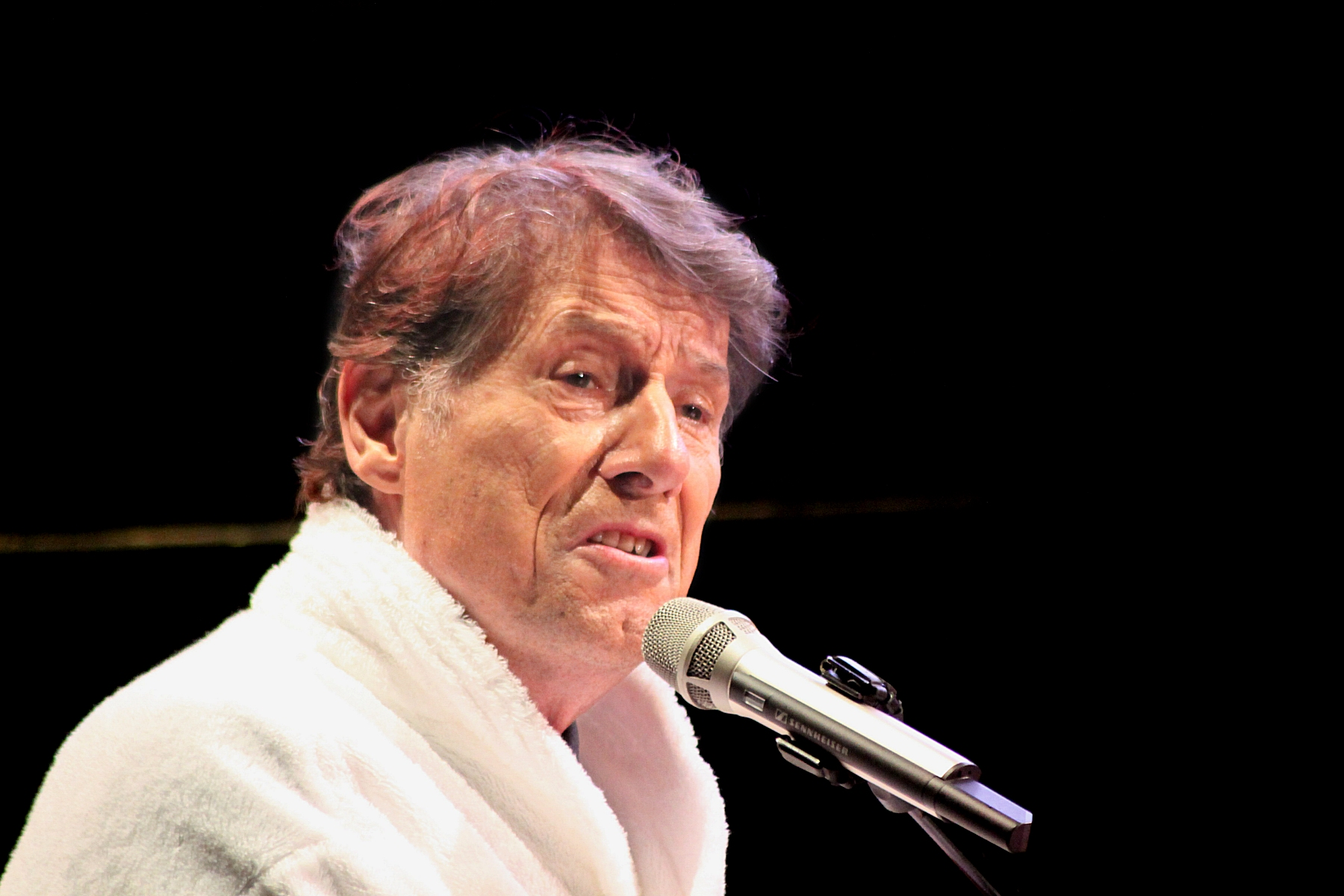
Udo Jürgens

Udo Jürgens (născut Jürgen Udo Bockelmann; n. 30 septembrie 1934, Klagenfurt, Austria – d. 21 decembrie 2014, Münsterlingen, cantonul Thurgau, Elveția) a fost un cântăreț și compozitor austriac. A câștigat concursul muzical Eurovision 1966 cu piesa Merci, Chérie (Mulțumesc, draga mea). Cu peste 105 milioane de discuri, casete și CD-uri vândute, a fost unul dintre cei mai de succes cântăreți de limbă germană.